# Matotschkin Schar
Der Matotschkin Schar (russisch Ма́точкин Шар, wiss. Transliteration Matočkin Šar, selten auch Matotschkinstraße) ist eine Meerenge, welche die beiden Hauptinseln der Inselgruppe Nowaja Semlja, die Sewerny-Insel im Norden und die Juschny-Insel im Süden trennt. Dabei verbindet die Meerenge die Barentssee im Westen mit der Karasee im Osten.
Erstmals detailliert beschrieben wurde die Meeresstraße von Fjodor Rosmyslow bei einer Expedition 1768–69. 
Die Küste entlang der rund 100 km langen und an der engsten Stelle etwa 600 Meter breiten Straße ist steil. Aufgrund der Lage bei 73° N ist der Matotschkin Schar die meiste Zeit zugefroren. Es gibt an der Küste kleine Fischerdörfer (Matotschkin Schar, Stolbowy).
Am 30. Oktober 1961 wurde nördlich der Meerenge der Zar-Bombe-Test durchgeführt.
In den Jahren 1963–1990 wurden am südlichen Rand insgesamt 39 unterirdische Kernwaffentests durchgeführt. Auch in der Folge wurden noch sogenannte hydronukleare Tests durchgeführt, allerdings mit einer subkritischen Masse an spaltbarem Material.